# San Felipe, Tarandacuao
San Felipe är en ort i Mexiko.   Den ligger i kommunen Tarandacuao och delstaten Guanajuato, i den södra delen av landet, 160 km väster om huvudstaden Mexico City. San Felipe ligger 2 115 meter över havet och antalet invånare är 155.
Terrängen runt San Felipe är kuperad åt sydväst, men åt nordost är den platt. Runt San Felipe är det ganska tätbefolkat, med 104 invånare per kvadratkilometer. Närmaste större samhälle är Maravatío, 9,7 km sydost om San Felipe. I omgivningarna runt San Felipe växer huvudsakligen savannskog.